# BePink/Saison 2021
Dieser Artikel listet den Kader und die Siege des Radsportteams BePink in der Saison 2021 auf.

## Kader
| Teamkader 2021                        | Teamkader 2021   | Teamkader 2021 | Teamkader 2021                       |
| Name                                  | Geburtsdatum     | Land           | Vorheriges Team                      |
| ------------------------------------- | ---------------- | -------------- | ------------------------------------ |
| Camilla Alessio                       | 23. Juli 2001    | Italien        |                                      |
| Vania Canvelli                        | 21. Oktober 1997 | Italien        | Top Girls Fassa Bortolo (2018)       |
| Giorgia Catarzi                       | 15. Juni 2001    | Italien        |                                      |
| Henrietta Christie (28. Mai–31. Dez.) | 23. Januar 2002  | Neuseeland     |                                      |
| Lara Crestanello                      | 21. März 2002    | Italien        |                                      |
| Michaela Drummond                     | 5. April 1998    | Neuseeland     | DNA Pro Cycling (2020)               |
| Simona Frapporti (1. Jan.–28. Feb.)   | 14. Juli 1988    | Italien        | Hitec Products-Birk Sport (2018)     |
| Markéta Hájková                       | 14. März 2000    | Tschechien     | Servetto-Piumate-Beltrami TSA (2019) |
| Nora Jenčušová                        | 14. April 2002   | Slowakei       |                                      |
| Kate McCarthy                         | 6. Mai 1995      | Neuseeland     |                                      |
| Chiara Perini                         | 9. Dezember 1997 | Italien        | Top Girls Fassa Bortolo (2018)       |
| Nadia Quagliotto                      | 22. März 1997    | Italien        | Cronos-Casa Dorada (2020)            |
| Prisca Savi                           | 21. März 2002    | Italien        |                                      |
| Silvia Valsecchi                      | 19. Juli 1982    | Italien        | Top Girls-Fassa Bortolo (2011)       |
| Matilde Vitillo                       | 8. März 2001     | Italien        |                                      |
| Silvia Zanardi                        | 3. März 2000     | Italien        |                                      |
|                                       |                  |                |                                      |
| Quelle: ProCyclingStats               |                  |                |                                      |

## Siege
| Siege    | Siege                                                    | Siege    | Siege  | Siege          | Siege |
| Datum    | Rennen                                                   | Staat    | Klasse | Siegerin       |       |
| -------- | -------------------------------------------------------- | -------- | ------ | -------------- | ----- |
| 17. Jun. | Slovakia National Road Cycling Championships - Women ITT | Slowakei | CN     | Nora Jenčušová |       |